# Consell General de Meurthe i Mosel·la

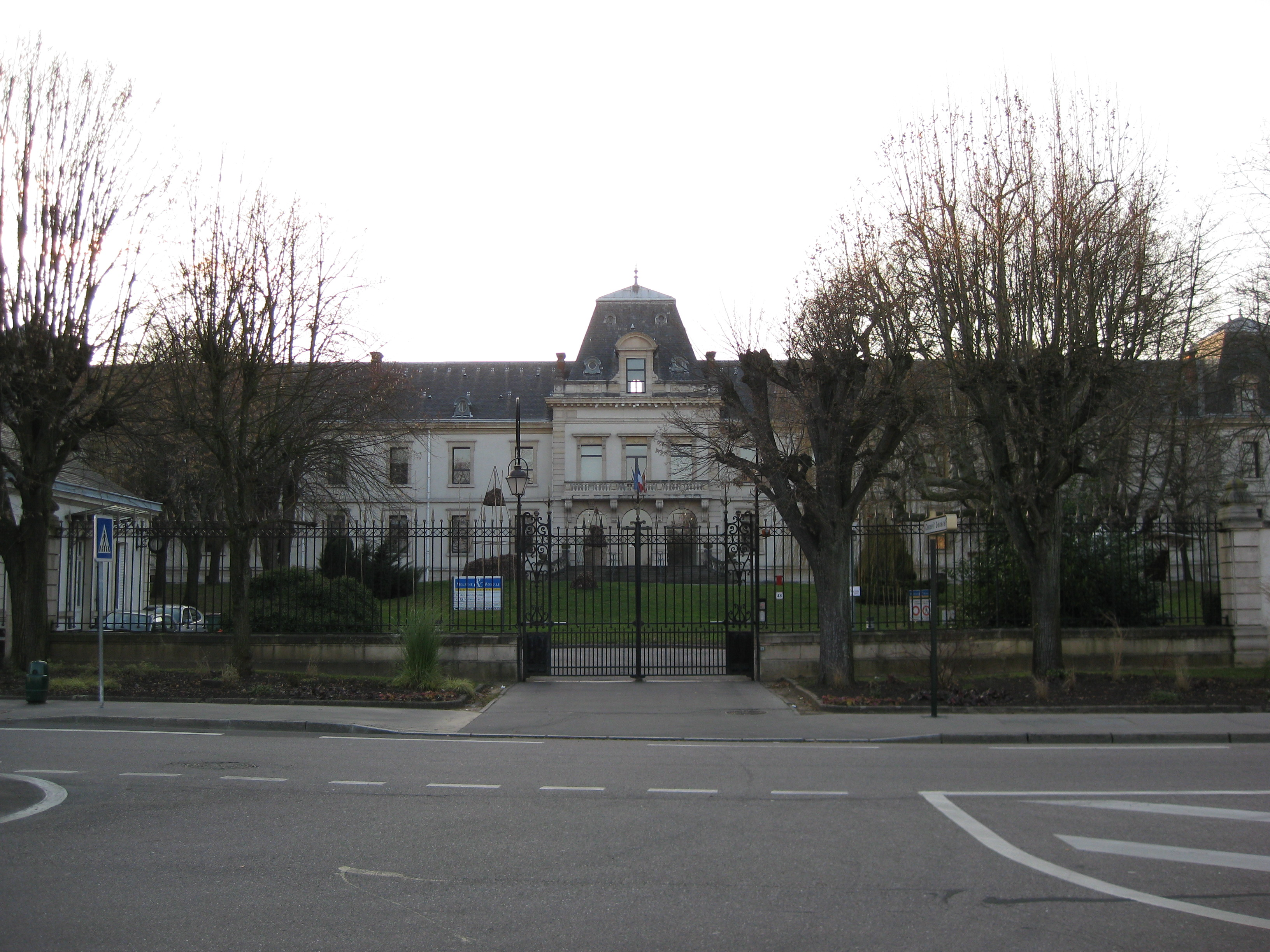
Seu del Consell General

El Consell General de Meurthe i Mosel·la és l'assemblea deliberant executiva del departament francès de Meurthe i Mosel·la a la regió del Gran Est. La seva seu es troba a Nancy, a l'antic hospital militar de Sédillot. Des de 1998, el president és Michel Dinet (PS)

## Antics presidents del Consell
- 1889-1892 Alfred Mézières[1]
- 1892-1895 Ernest Bichat
- 1895-1998 Francois-Adrien Volland
- 1898-1906 Alfred Mézières
- 1906-1932 Albert Lebrun
- 1932-1934 Albert Tourtel
- 1934-1951 Louis Marin
- 1951-1979 Robert Gravier (CNI)[2]
- 1970-1979 Roger Boileau (CDS)[3]
- 1979-1982 Bogdan Politanski (PCF)[4]
- 1982-1988 Claude Huriet (UDF)[5]
- 1988-1998 Jacques Baudot (UDF)
- 1998-... Michel Dinet (PS)

## Composició
El març de 2011 el Consell General de Meurthe i Mosel·la era constituït per 44 elegits pels 44 cantons de Meurthe i Mosel·la.
| Partit                        | Sigles | Electes |
| ----------------------------- | ------ | ------- |
| Majoria (34 escons)           |        |         |
| Partit Socialista             | PS     | 21      |
| Partit Comunista Francès      | PCF    | 8       |
| Divers gauche                 | DVG    | 5       |
| Oposició (10 escons)          |        |         |
| Unió pel Moviment Popular     | UMP    | '7      |
| Divers Droite                 | DVD    | '2      |
| Moviment Demòcrata            | MoDem  | '1      |
| President del Consell General |        |         |
| Michel Dinet (PS)             |        |         |